# Arturo Ricci
Pour les articles homonymes, voir Ricci.
Arturo Ricci (1854-1919) est un peintre italien connu pour ses scènes de genre.

## Biographie
Il a étudié à Florence auprès de Tito Conti (en).

## Galerie

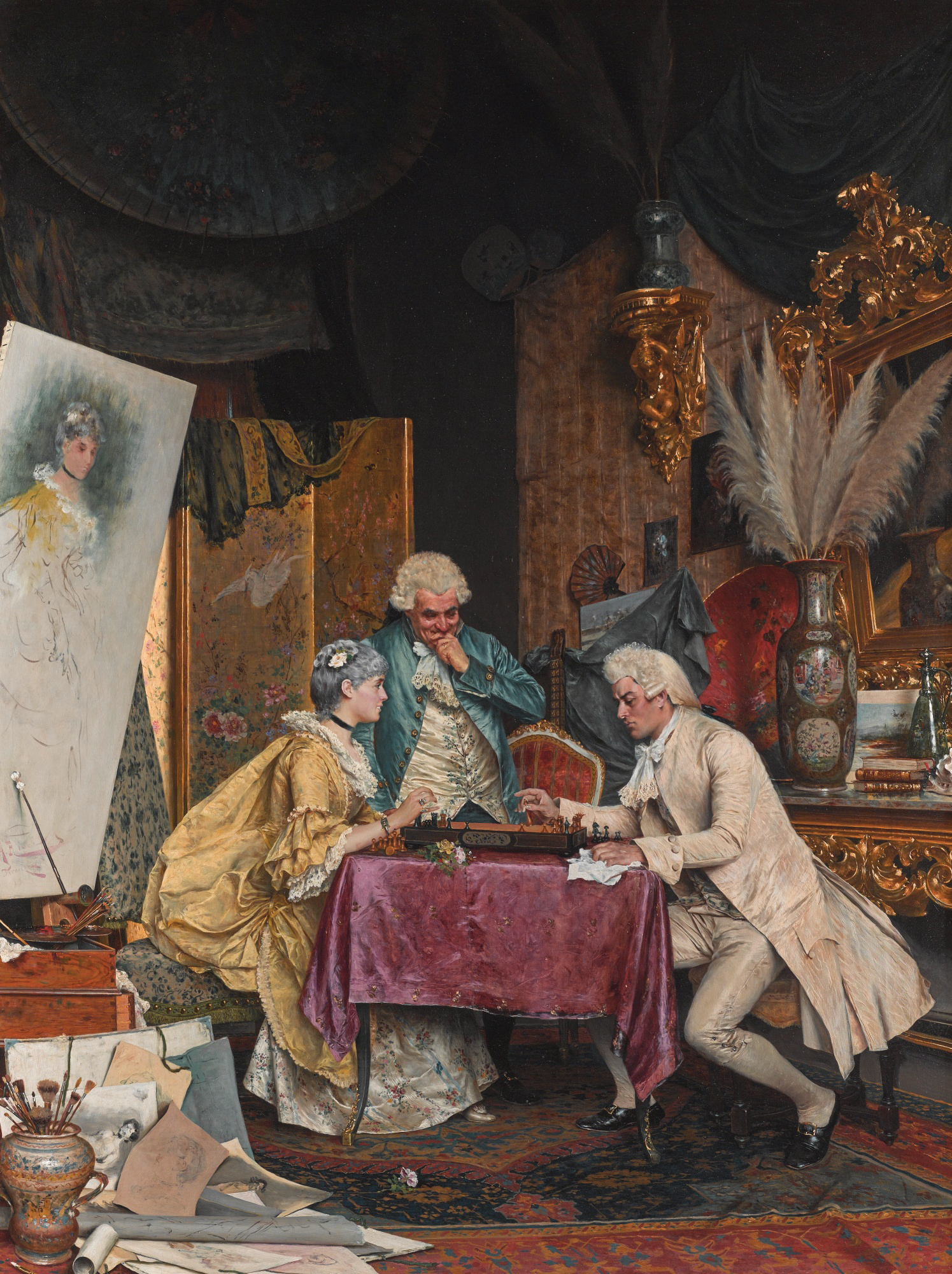
Sala artistica, 1884[2].
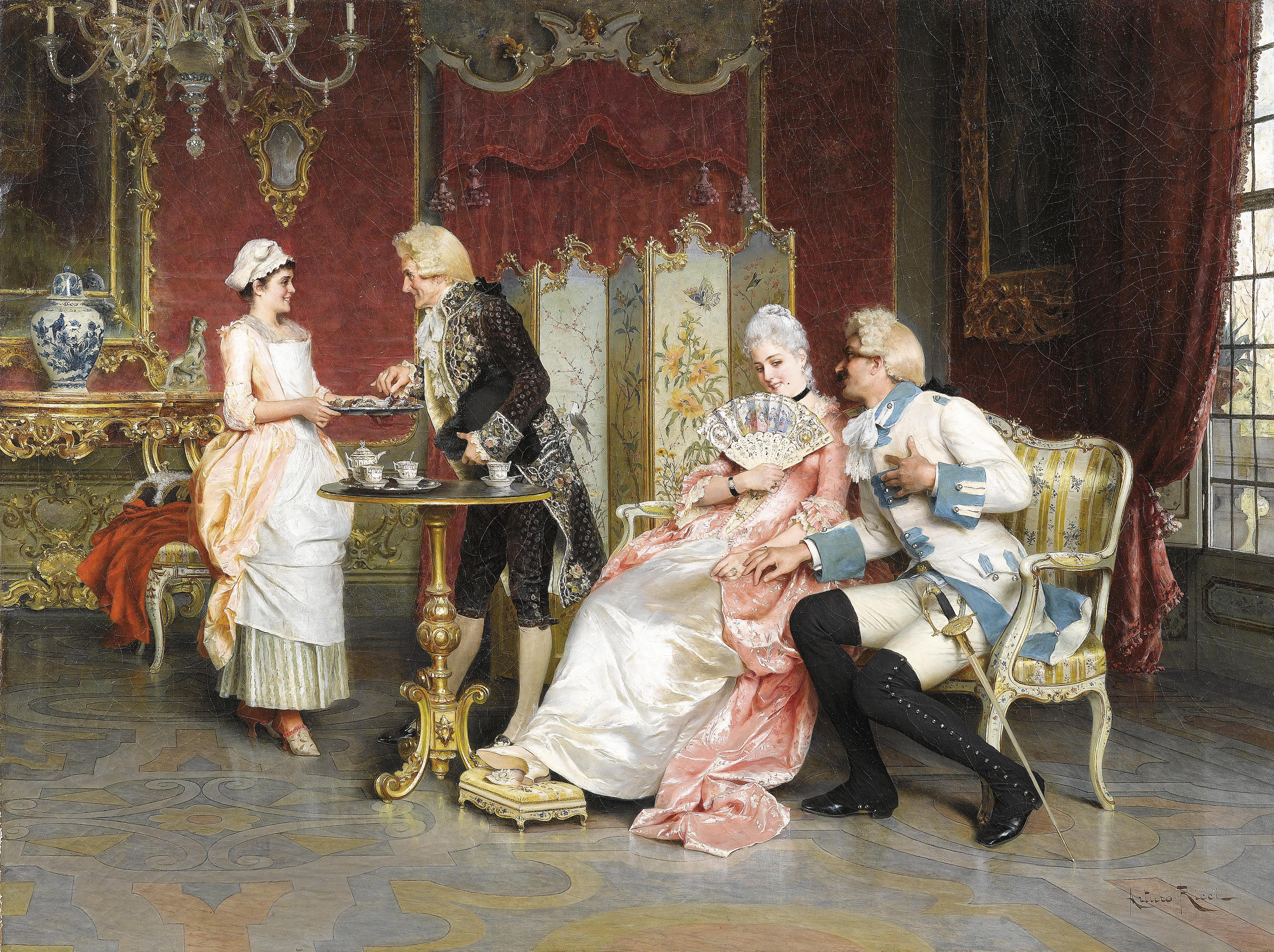
Le Thé l'après-midi.
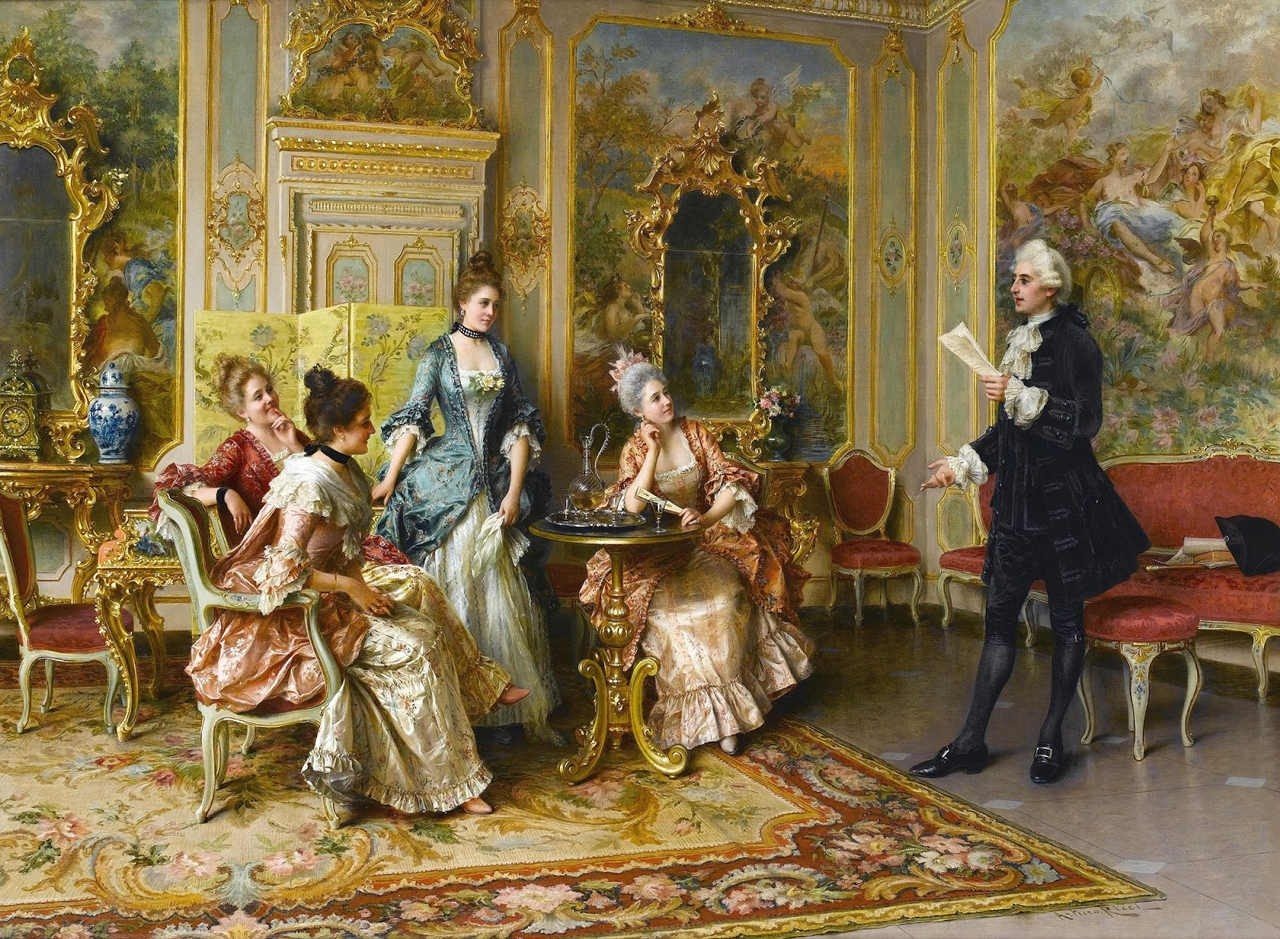
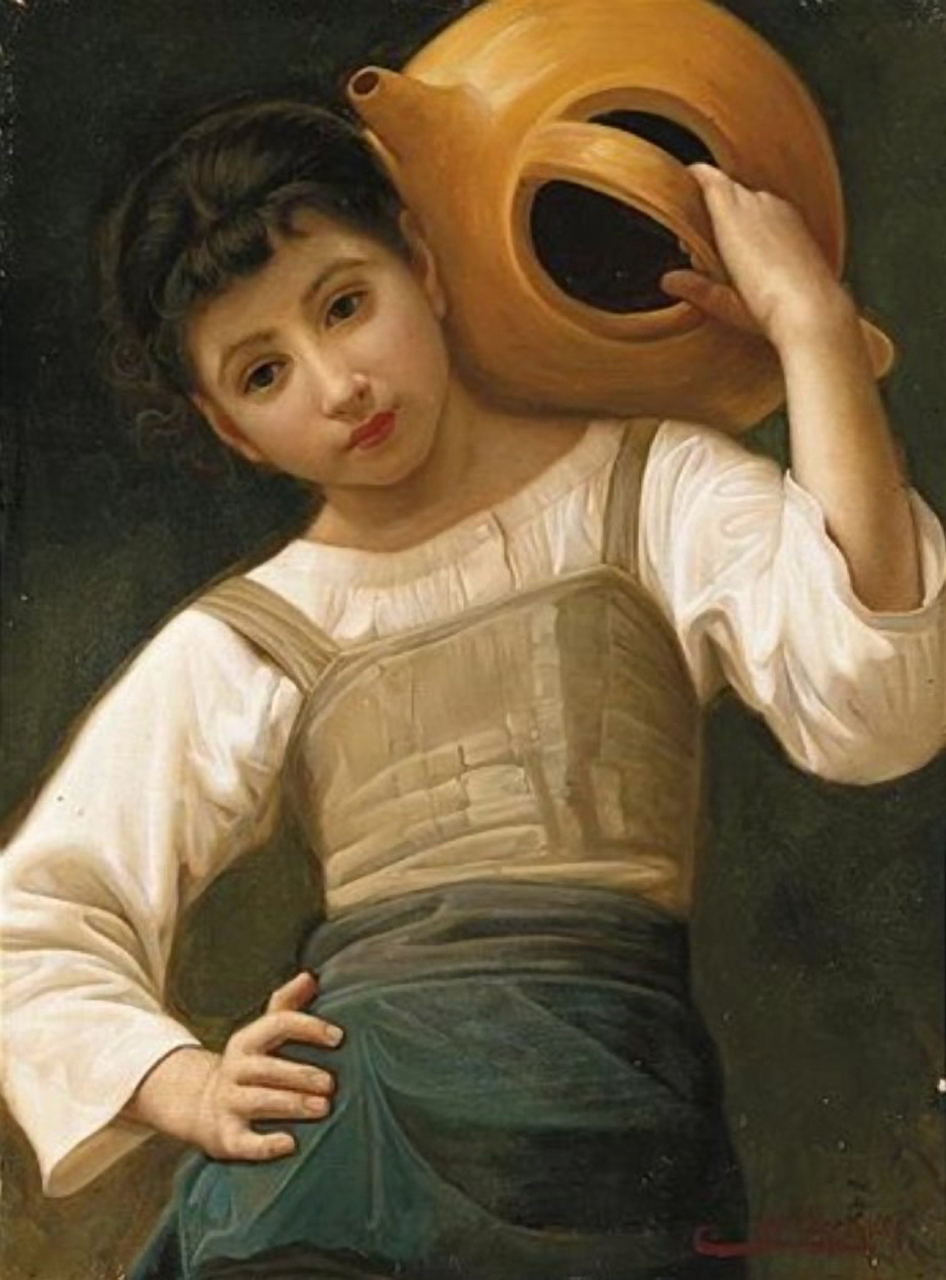